# Gideon Koech
Gideon Koech (* 1972) ist ein kenianischer Marathonläufer.
1999 wurde er Achter beim Amsterdam-Marathon mit seiner persönlichen Bestzeit von 2:13:33 h. 
2003 siegte er bei der Premiere des Düsseldorf-Marathons und wurde Siebter beim Köln-Marathon. 2004 wurde er Dritter in Düsseldorf, und 2005 gewann er den Baden-Marathon.